# Парл

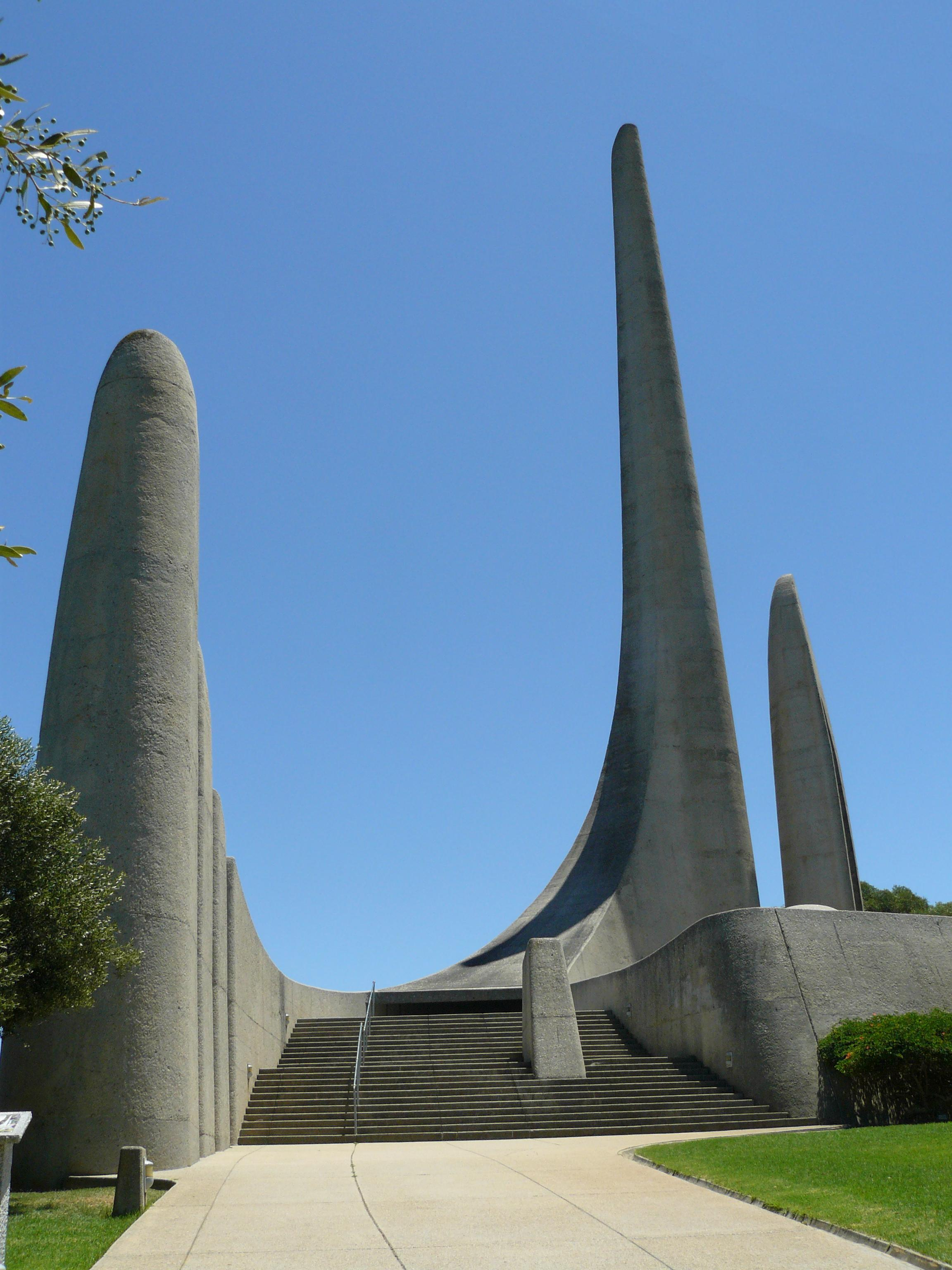
Памятник языку африкаанс

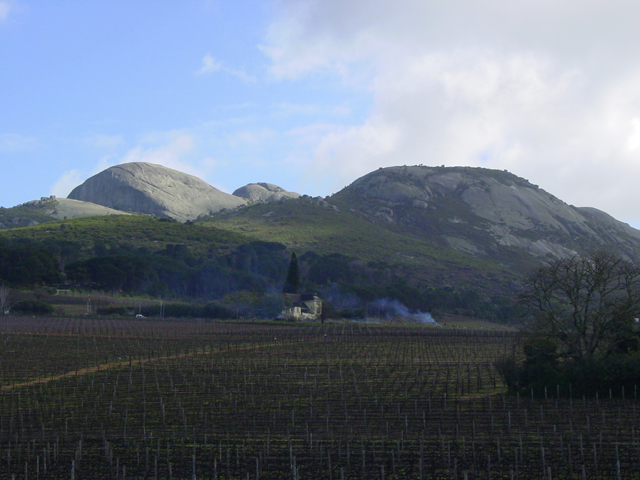
Гора Парлберг

Парл (африк. Paarl, буквально «жемчужина») — крупное поселение в Западно-Капской провинции, один из трёх старейших основанных европейцами городов в ЮАР (1657), наряду с Кейптауном и Стелленбосом. Расположен в 60 км к северо-востоку от Кейптауна.
Расположенный в Капском винном регионе, Парл представляет собой крупнейший центр местного винодельческого региона и самый известный из центров виноделия ЮАР, которое приносит городу основную часть доходов. Именно в Парле находится KWV — организация, длительное время почти монопольно контролировавшая производство и экспорт большей части южноафриканских вин. Поскольку KWV производил вина исключительно на экспорт и ввиду растущих запросов южноафриканского рынка, центр виноделия стал смещаться южнее, в Стелленбос. После крушения апартеида, ближе к концу XX века, когда со страны были сняты экспортные ограничения, произошёл новый бум производства вина в Парле, которое стало теперь доступно и южноафриканским потребителям.
Шоссе N1 соединяет его с Йоханнесбургом. Около 80 % дождевых осадков выпадают в зимний период.
В 1876 в г. Парл стала выходить газета Die Afrikaanse Patriot, первая в истории страны газета на языке африкаанс, который до того считался непрестижным диалектом нидерландского языка и до 1920-х гг. не имел официального статуса. В честь этого в городе возведён Памятник языку африкаанс.

## Население
В 2011 году население города составило 112 045 жителей.

## Известные уроженцы
- Уильямс, Честер (1970—2019) — регбист, чемпион мира 1995 года; один из первых чернокожих регбистов ЮАР.
- Хендрикс, Корнал (1988—2025) — регбист, чемпион Игр Содружества 2014 года.